# Panurgus intermedius
Panurgus intermedius är en biart som beskrevs av Rozen 1971. Panurgus intermedius ingår i släktet fibblebin, och familjen grävbin. Inga underarter finns listade i Catalogue of Life.